# Gare des Andelys
La gare des Andelys est une gare ferroviaire, fermée, de la ligne de Saint-Pierre-du-Vauvray aux Andelys, située sur le territoire de la commune des Andelys, dans le département de l'Eure en région Normandie.

## Situation ferroviaire
Établie à 7 mètres d'altitude, la gare des Andelys était une gare en cul-de-sac, située au point kilométrique (PK) 123,515 de la ligne de Saint-Pierre-du-Vauvray aux Andelys, après la gare de La Vacherie.

## Histoire
La ligne de Saint-Pierre-du-Vauvray aux Andelys a été déclarée d'intérêt public le 8 août 1873, et a été mise en service le 31 mai 1896. La ville fut ainsi reliée aux gares de Paris-Saint-Lazare et de Rouen-Rive-Droite, par la connexion entre cette ligne et celle de Mantes-la-Jolie à Cherbourg en gare de Saint-Pierre-du-Vauvray. L'exploitation de la ligne est interrompue le 1er juillet 1939 ce qui entraîne la fermeture de la gare. La ligne est déclassée le 12 novembre 1954.

## Patrimoine ferroviaire
Le bâtiment voyageurs d'origine est toujours présent, réaffecté, il est devenu un supermarché Carrefour. 